# NGC 106
NGC 106 ist eine linsenförmige Galaxie vom Hubble-Typ SB0 im Sternbild Fische auf der Ekliptik. Sie ist schätzungsweise 274 Millionen Lichtjahre von der Milchstraße entfernt und hat einen Durchmesser von etwa 75.000 Lichtjahren.
Das Objekt wurde im Jahr 1886 von dem amerikanischen Astronomen Francis Preserved Leavenworth entdeckt.